# Patto (gruppo musicale britannico)
I Patto sono stati un gruppo musicale nato a Londra nel 1970. Fondato dal cantante Michael Patrick McGrath (in arte Mike Patto), comprendeva il batterista John Halsey, il chitarrista Ollie Halsall e il bassista Clive Griffiths. Lo stile del gruppo, aspro e sofferto, fondeva rock e blues, adottando le armonizzazioni del jazz.

## Storia
I Patto avevano le loro origini nei Bo Street Runners, band fondata durante la metà degli anni sessanta in cui militavano Mike Patto e Ollie Hallsall. In seguito all'entrata di John Halsey, Clive Griffiths e Chris Holmes, il gruppo venne rinominato Timebox e incise alcuni 45 giri. In seguito alla dipartita di Holmes, la band venne rinominata Patto, che incise i due album Patto (1970) e Hold Your Fire (1971) per la Vertigo. Entrambi i dischi, così come il seguente Roll 'em, Smoke 'em, Put Another Line Out (1972), uscito per la Island, furono accolti molto positivamente dalla critica e dagli appassionati, ma ricevettero scarsi riscontri commerciali. Il gruppo si sciolse nel 1973 dopo aver inciso un quarto album intitolato Monkey's Bum (che rimase inedito fino al 1995). Halsey entrò a far parte dei Decameron, Hallsall collaborò con gli Scaffold, mentre Patto si unì per qualche tempo agli Spooky Tooth, ai Centipede ed entrò a far parte dei Boxer dei quali faceva anche parte Halsall. Patto morì poco tempo dopo, nel 1979, per un tumore alla gola.

## Formazione
- Mike Patto (Michael Patrick McGrath): voce - piano
- Peter Ollie Halsall: chitarra - piano - vibrafono
- Clive Griffiths: basso
- John Halsey: batteria

## Discografia
Album in studio
- 1970 - Patto
- 1971 - Hold Your Fire
- 1972 - Roll 'em, Smoke 'em, Put Another Line Out
- 1995 - Monkey's Bum

Live
- 2000 - Warts and All